# Benno Stumpf

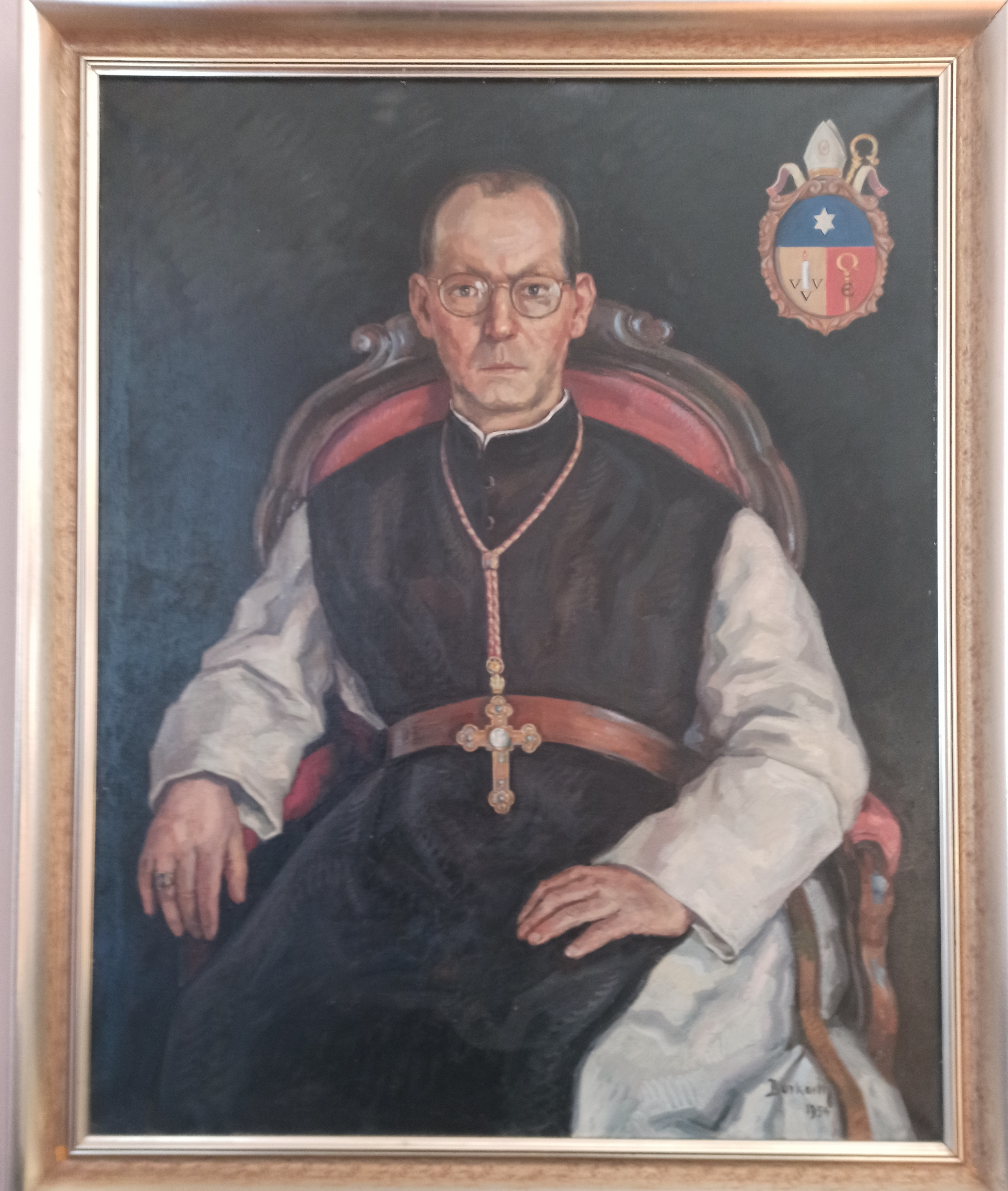
Dom Benno Stumpf, 1953–1966 Abt von Engelszell

Benno Stumpf OCR (* 1897 in Mönchherrnsdorf, Bayern als Valentin Stumpf; † 19. Oktober 1966 bei Belfort, Elsass) war ein deutscher römisch-katholischer Priester und Abt der Trappistenabtei Engelszell.

## Leben
Stumpf wurde am 1. November 1912 von Abt Dominikus Aßfalg in die Trappistenabtei Mariastern in Bosnien aufgenommen und erhielt den Ordensnamen Benno. Vier von den neun Kindern der Familie gingen ins Kloster. Er legte am 8. Dezember 1914 die einfache und zu Epiphanie 1920 die feierliche Profess ab. Am 26. Dezember 1922 zum Priester geweiht, wurde er von Abt Bonaventura Diamant zum Cellerar der Abtei Mariastern ernannt und gelangte im Zug der Vertreibung der deutschen Mönche durch die Titopartisanen 1944 zunächst ins Trappistenkloster Maria Veen, wo ihm die Leitung der Arbeiterkolonie übertragen wurde. 1952 zog er gemeinsam mit seinen Mitbrüdern zur Verstärkung in die infolge des Zweiten Weltkriegs stark dezimierte Abtei Engelszell in Oberösterreich und folgte dort zunächst seinem früheren Abt Bonaventura als Superior ad nutum. 1953 wurde er zum Abt gewählt und empfing am 16. Juli durch Bischof Josephus Calasanz Fließer die Abtsbenediktion. Es war dies die erste Abtsweihe in Engelszell seit der Klosteraufhebung durch Joseph II. Benno Stumpf war der 36. Prälat seit der Gründung des Stiftes im Jahr 1293 und wurde nebenher zum Kommissär der Redemptoristinnen in Ried bestellt. Sein Wappenspruch lautete Diligamus opere et veritate - ‚Wir wollen lieben in Tat und Wahrheit‘ (nach 1 Joh 3,18 ). Von 1953 bis 1957 ließ er die Restaurierung von Abtei und Abteikirche durchführen. Im Zuge dessen beauftragte er Professor Fritz Fröhlich mit der Ausgestaltung des Gewölbes der Abteikirche. Dabei ließ er dem Künstler freie Hand. Lediglich das Motiv „die neun Chöre der Engel mit Maria als ihrer Königin“ war die Vorgabe von Abt Benno.
Auf der Fahrt von der Abtei Oelenberg zum Generalkapitel des Ordens im Mutterkloster Citeaux verunglückte Abt Benno Stumpf am 19. Oktober 1966 bei Belfort tödlich, ebenso wie der mitfahrende Abt der Abtei Mariawald, Andreas Schmidt. Der dritte Mitreisende, Abt François Rubrecht von Oelenberg, überlebte den Unfall als Einziger schwerverletzt. Benno Stumpf wurde in der Äbtegruft des Stiftes Engelszell beigesetzt.

## Anerkennungen
- 1957 Ehrenbürger von Engelhartszell
- Bischöflicher Ehrentitel Konsistorialrat

## Trivia
- Eine Sorte des Engelszeller Trappistenbiers trägt den Namen von Abt Benno.[2]